# Fântânele (Fehér megye)
Fântânele falu Romániában, Erdélyben, Fehér megyében. Közigazgatásilag Bokajfelfalu községhez tartozik.

## Fekvése
Váleamáre közelében fekvő település.

## Története
Fântânele korábban Váleamáre része volt, 1956 körül vált külön 119 lakossal. 1966-ban 99, 1977-ben 84, 1992-ben 45, 2002-ben pedig 21 román lakosa volt.